# Fletcherea pratti
Fletcherea pratti là một loài bướm đêm trong họ Noctuidae.